# Edmund Rubbra
Edmund Rubbra (23. maj 1901 i Northampton, England – 13. februar 1986 i Gerrards Cross, Bucks, England) var en engelsk komponist.
Med sine 11 symfonier var han en af de betydeligste repræsentanter for engelsk symfonisk musik i midten af 1900-tallet.
Hans stil er præget af hans store interesse for 1500-tallets vokalmusik, og han har skrevet en del korværker, bl.a. tre messer, som dog ikke lyder særlig gammeldags.

## Udvalgte værker
- Symfoni nr. 1 (1935–1937) - for orkester
- Symfoni nr. 2 (1937, Rev. 1950) - for orkester
- Symfoni nr. 3 (1938–1939) - for orkester
- Symfoni nr. 4 (1940–1942) - for orkester
- Symfoni nr. 5 (1947–1948) - for orkester
- Symfoni nr. 6 (1953–1954) - for orkester
- Symfoni nr. 7 (1956–1957) - for orkester
- Symfoni nr. 8 "Hyldest til Teilhard de Chardin" (1966–1968) - for orkester
- Symfoni nr. 9 "Opstandelse" (Den hellige Symfoni) (1968–1972) - for kor og orkester
- Symfoni nr. 10 "Kammersymfoni" (1974) - for orkester
- Symfoni nr. 11 "Til Colette" (1980) - for orkester
- Sinfonietta (1986) - for stort strygeorkester